# 1-хлорнафталин
1-Хлорнафталин (α-хлорнафталин) — ароматическое хлорорганическое соединение с формулой C10H7Cl. Бесцветная маслообразная жидкость. Входит в состав этиловой жидкости.

## Получение
Лабораторный способ получения заключается в хлорировании нафталина газообразным хлором в присутствии иода. В раствор, доведённый до температуры кипения и содержащий 256 г нафталина, 450 г хлорбензола и 1,3 г иода, пропускают газообразный хлор до превышения массы смеси на 66—68 г, при этом постоянно перемешивая раствор. После этого смесь охлаждают, продувают азотом в целях удаления летучих кислот и их ангидридов, перегоняют в вакууме. При соблюдении данной методики выход составляет ~8 0 % (260—265 г). При этом протекает следующая реакция:
{\displaystyle {\ce {C10H8 + Cl2 ->[t; kat] C10H7Cl + HCl}}}
В промышленности 1-хлорнафталин получают в основном жидкофазным хлорированием нафталина в присутствии катализатора, в роли которого используют хлорид железа(III). Процесс включает в себя 2 стадии:
1. Непосредственно хлорирование нафталина. Проводится в стальном эмалированном аппарате с мешалкой, в котором находится расправленная смесь нафталина и хлорида железа(III). Через неё пропускают газообразный хлор до достижения плотности смеси 1,217—1,219 г/см³.
2. Разгонка продуктов хлорирования. Хлороводород, образовавшийся на первой стадии, поступает на поглощение водой для получения соляной кислоты. 1-хлорнафталин продувают азотом для достижения нейтральной среды и разгоняют в вакууме при давлении 10,6 кПа. После этого вещество нейтрализуют карбонатом натрия и отфильтровывают.

На 1 тонну продукта в среднем уходит 800 кг нафталина и 430 кг хлора. В качестве основных примесей образуются 2-хлорнафталин, 1,4- и 1,5-дихлорнафталины, а также непрореагировавший нафталин.
Существуют ещё несколько способов получения 1-хлорнафталина.
- Реакция нафталина с сульфурилхлоридом в присутствии хлорида алюминия[2]:

{\displaystyle {\ce {C10H8 + SO2Cl2 ->[AlCl3] C10H7Cl + HCl + SO2}}}
- Получение соли диазония из 1-аминонафталина, а после проведение реакции Зандмейера[2]:

{\displaystyle {\ce {C10H7NH2 + HNO2 + HCl ->[] C10H7N2Cl + 2H2O}}}
{\displaystyle {\ce {C10H7N2Cl ->[t] C10H7Cl + N2}}}

## Физические свойства
1-хлорнафталин представляет собой бесцветную маслообразную жидкость. Растворим в бензоле, этаноле, диэтиловом эфире и других органических растворителях. Не растворим в воде.
Плотность составляет 1,192 г/см³ при 1 °C, 1,171 г/см³ при 25 °C, 1,159 г/см³ при 40 °C и 1,145 г/см³ при 55 °C.
| Температура, °C     | 80,6 | 118,6 | 153,2 | 180,4 | 230,8 | 258,3  |
| Давление паров, кПа | 0,13 | 1,33  | 5,33  | 13,32 | 53,32 | 101,31 |

## Химические свойства
Химические свойства 1-хлорнафталина подобны таковым у других монохлорпроизводных ароматических углеводородов. Инертный характер химической связи углерод-хлор делает рассматриваемое соединение мало реакционноспособным.
- Гидролизуется щелочами при высокой температуре и давлении с образованием 1-нафтола, однако инертен к спиртовому раствору аммиака и этилата натрия даже при нагревании[2]:

{\displaystyle {\ce {C10H7Cl + H2O ->[t; p] C10H7OH + HCl}}}
- Может быть окислен дымящей серной кислотой в присутствии сульфата ртути(I) или воздухом в паровой фазе над пентаоксидом ванадия при температуре 450 °C. При этом образуется 3-хлорфталевая кислота[2].

- Не взаимодействует с цианидом калия в растворе спирта, однако может быть переведён в 1-нафтилнитрил действием безводного цианида меди(I) в растворе пиридина при температуре ~220 °C и под давлением[3]:

{\displaystyle {\ce {2C10H7Cl + 2CuCN ->[220^oC] 2C10H7CN + Cu2Cl2}}}
- В эфирной среде реагирует с металлическим литием с образованием 1-нафтиллития[2]:

{\displaystyle {\ce {C10H7Cl + 2Li ->[Et2O] C10H7Li + LiCl}}}
- Может образовать реактив Гриньяра взаимодействием с предварительно активированным, к примеру с помощью иода, магнием[3].

## Безопасность
1-хлорнафталин является горючей жидкостью. Температура вспышки в открытом приборе составляет 132 °C, температура самовоспламенения равна 558 °C.
Ядовит, однако наименее опасен среди других хлорпроизводных нафталина, кроме 2-хлорнафталина. При попадании на кожу характерны различные кожные заболевания узелковогнойничкового типа, дерматиты. Вдыхание паров 1-хлорнафталина вызывает хроническое поражение печени, гепатит, гепато-холецистит, иногда острую жёлтую атрофию печени. ПДК паров в воздухе рабочей зоны производственных помещений составляет 0,5 мг/м³.